# DEKA (Nieuw-Zeeland)

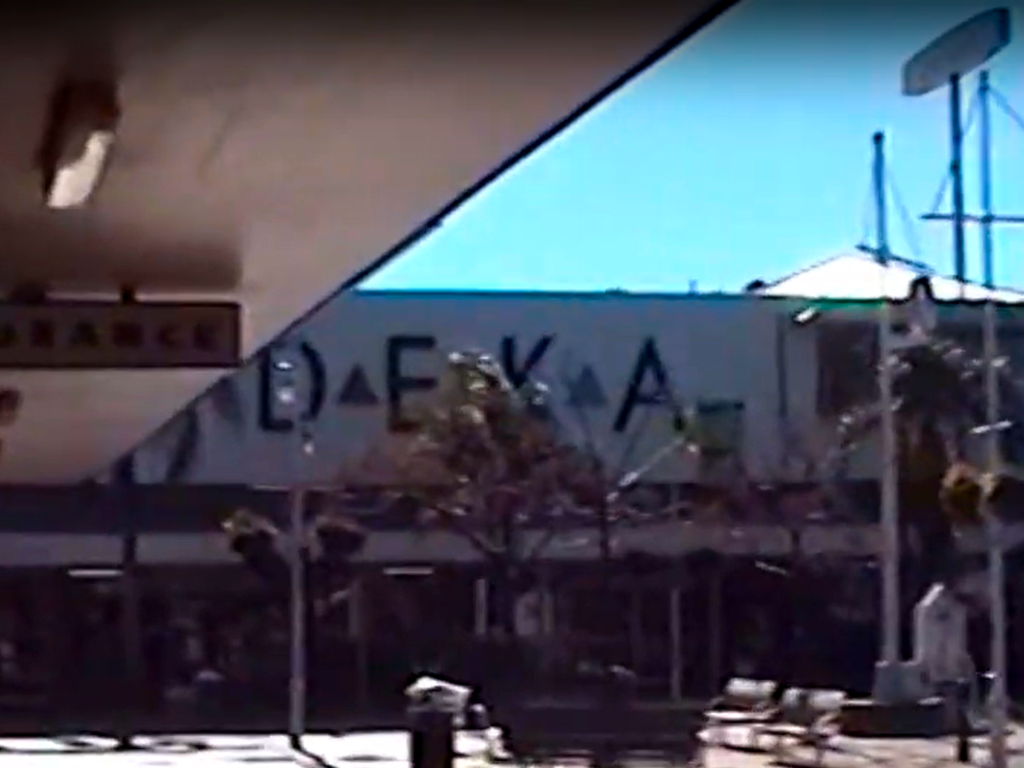
DEKA-winkel in Tauranga in 2001.

DEKA was een landelijke warenhuisketen in Nieuw-Zeeland. Het bedrijf werd in 1988 opgericht door L.D. Nathan. In 1992 splitste het bedrijf zijn supermarkt- en warenhuis-divisies op. In 1992 werd DEKA overgenomen door de Farmers Trading Company, die tot dan toe een concurrent was. Als gevolg van onhoudbare financiële verliezen werden in 2001 alle DEKA-winkels gesloten of omgebouwd tot Farmers-filialen.

## Geschiedenis
Na de overname van de McKenzies-warenhuizen in 1985 splitste L.D  Nathan zijn onderneming op in twee afzonderlijke divisies; een supermarktdivisie en een  warenhuisdivisie. In 1988 veranderde L.D. Nathan de naam van zijn warenhuisdivisie (met MaxiMart, Big City, Mark II) in DEKA. Het ging van start met 90 winkels onder de naam DEKA of DEKA-Maximart. De lancering werd ondersteund met een grote reclamecampagne van print- en tv-reclame met de slogan "I Feel Good", gebruikmakend van het nummer James Brown I Got You. Tot 1996 gebruikte DEKA de slogan "I Feel Good".
In 1992 richtte DEKA samen met de Farmers Trading Company de nieuwe onderneming Farmers Deka Limited op. In 1996 werd DEKA's nieuwe slogan "You Know Where" gelanceerd, die later werd veranderd in "Better value, every day". In 2000 was het DEKA-filialen teruggebracht tot 61 winkels. 

## Opheffing
Op 30 juli 2001 werd de winkelformule DEKA beëindigd in Nieuw-Zeeland. De ondergang was te wijten aan de hevige concurrentie van The Warehouse en voortdurende handelsverliezen. Zeventien winkels werden omgebouwd tot Farmers-winkels en de overige 43 werden gesloten.
De sluiting werd in maart 2001 aangekondigd door Farmers Deka Limited en het Australische moederbedrijf Foodland Associated Limited (FAL). Ze kondigden halfjaarlijkse verliezen van NZ $ 3,3 miljoen aan, die steeds groter werden. 468 fulltime en 947 parttime werknemers verloren hierdoor hun baan. Dit banenverlies werd gedeeltelijk gecompenseerd door "bijna 400" nieuwe functies binnen Farmers-filialen (inclusief de 17 omgedoopte DEKA-filialen). 